# Doreen
Doreen är en del av en befolkad plats i Australien. Den ligger i kommunen Nillumbik och delstaten Victoria, omkring 29 kilometer nordost om delstatshuvudstaden Melbourne. Antalet invånare är 12 000.
Runt Doreen är det ganska glesbefolkat, med 31 invånare per kvadratkilometer.. Närmaste större samhälle är Reservoir, omkring 18 kilometer sydväst om Doreen.
I omgivningarna runt Doreen växer huvudsakligen savannskog. Genomsnittlig årsnederbörd är 1 244 millimeter. Den regnigaste månaden är juli, med i genomsnitt 140 mm nederbörd, och den torraste är januari, med 49 mm nederbörd.